# Siły Zbrojne Paragwaju
Siły Zbrojne Paragwaju (hiszp. Fuerzas Armadas de Paraguay) – siły i środki wydzielone przez Paragwaj do zabezpieczenia własnych interesów i prowadzenia walki zbrojnej zarówno na ich terytorium oraz poza nim. Składają się z trzech rodzajów broni: wojsk lądowych, marynarki wojennej i lotnictwa. 
Wojska paragwajskie w 2014 roku liczyły 10,7 tys. żołnierzy zawodowych oraz 165 tys. rezerwistów. Według rankingu Global Firepower (2014) paragwajskie siły zbrojne stanowią 89. siłę militarną na świecie, z rocznym budżetem na cele obronne w wysokości 145 mln dolarów (USD).
Naczelnym wodzem jest, zgodnie z konstytucją, prezydent republiki.
Wszyscy, którzy mają 18 lat, lub 17 (kiedy ich 18 urodziny przypadają w danym roku), są objęci poborem w razie mobilizacji. W 2014 roku zdolnych do służby wojskowej było ponad 2,8 mln Paragwajczyków.

## Siły lądowe
Siły lądowe skupiają większość personelu armii. Zorganizowane są w trzy korpusy, w składzie sześciu dywizji piechoty i trzech kawalerii.
Głównymi zadaniami są: obrona kraju, utrzymanie porządku wewnętrznego oraz współpraca z władzami cywilnymi w pewnych projektach.

## Marynarka
Aczkolwiek Paragwaj nie posiada dostępu do morza, to posiada marynarkę wojenną operującą na rzece Parana. 
W latach 70. w jej skład wchodziły dwie kanonierki rzeczne, okręt wsparcia z dwoma śmigłowcami na pokładzie, trzy kutry patrolowe i pięć łodzi patrolowych.
W ramach floty wyodrębnione jest lotnictwo morskie i piechota morska.
Personel marynarki liczy ok. 2000 żołnierzy.

## Lotnictwo
Lotnictwo, najmniejszy i najmłodszy rodzaj sił zbrojnych posiada 1500 osobowy personel i ok. 10 samolotów bojowych.